# Clima da Argentina

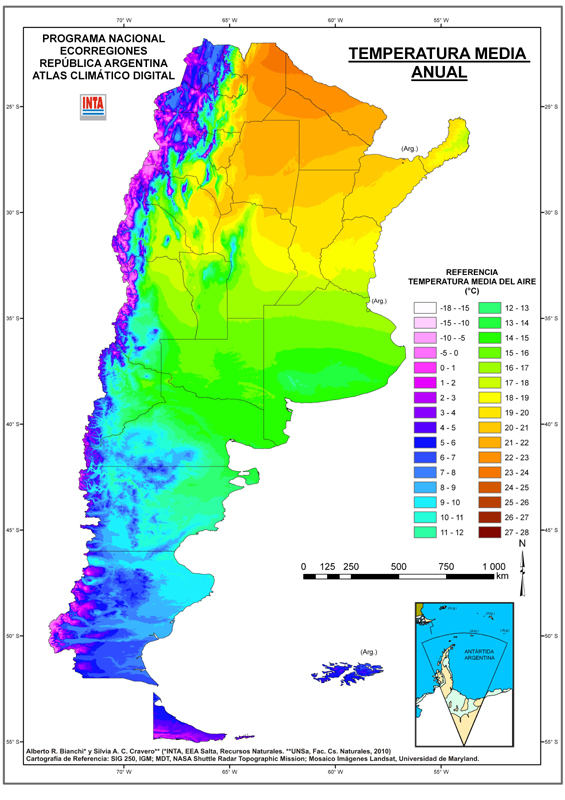
Temperatura média na Argentina.

O clima da Argentina varia de região a região, cujos principais tipos climáticos são: de morros a noroeste, sudeste e oeste; árido tropical a sul; árido frio a sudoeste, temperado continental ao sul; tropical ao norte; e subpolar no extremo sul.
Grande parte do território argentino está situado na zona temperada do hemisfério sul. Verificam-se no país, climas tropicais e subtropicais, áridos e frios, com combinações e contrastes diversos, resultantes das variações de altitude e outros fatores. Em quase todas as regiões da Argentina registram-se nevadas ocasionais, exceto no extremo norte, onde predomina um clima tropical. Nessa mesma área, os dias são quentes de outubro a março, frios e secos de abril a setembro.
Mais amenos são os índices predominantes no Pampa, úmido e fresco em sua parte oriental, nas províncias de Buenos Aires e La Pampa. Os verões, embora intensos, em Mar del Plata não ultrapassam uma média superior a 21 °C. Mais seco para o lado do oeste e Mendoza, o clima do Pampa, nessa faixa, tem suas chuvas de verão rapidamente evaporadas.
Nas proximidades da cordilheira dos Andes, de noroeste até a serra do Payén, na província de Mendoza, verifica-se frequente alternância de climas árido e semiárido, este com maior expressão nos pontos mais altos da própria cordilheira. De quatro mil metros para cima, as precipitações são escassas e as temperaturas muito baixas, entre neves eternas. Na parte meridional dos Andes as chuvas são bastante favorecidas pelos ventos úmidos do Pacífico, que vencem a barreira descomunal e chegam às províncias do sul. As condições de umidade e temperatura levam à formação de geleiras.
De modo geral, a Patagônia é de clima seco e frio, com fortes e constantes ventos soprados do oeste. Mais ao sul, na Terra do Fogo, os ventos são ainda mais fortes, a chuva e a neve, quase permanentes, e a temperatura cai a níveis muito baixos.